# اوگ دوبوسک
اوگ دوبُسک (به فرانسوی: Hugues Duboscq) (زادهٔ ۲۹ اوت ۱۹۸۱) شناگر اهل فرانسه است.